# Kalcium-hidrogén-karbonát
A kalcium-hidrogén-karbonát a kalcium szénsavval alkotott egyszeresen savanyú sója.

## Tulajdonságai
Nagyon jól oldódik vízben, 0 °C-on 100 g-ban kb. 16,1, 20 °C-on 16,6, 100 °C-on 18,4 g oldódik. Csak vizes oldatban létezik, mert levegőn elbomlik kalcium-karbonát, víz és szén-dioxid keletkezése közben. Ez a reakció megfordítható. A kalcium-hidrogén-karbonát fontos szerepet játszik a cseppkövek keletkezésében és eltűnésében. A források sok szénsavat tartalmaznak, amik feloldják a cseppköveket, ekkor kalcium-hidrogén-karbonát keletkezik. A forrás viszi magával, de ahogy egy helyen megáll a forrás vize, és elpárolog, a kalcium-hidrogén-karbonát elbomlik, a keletkező kalcium-karbonát kiválik. Így tűnnek el és keletkeznek cseppkövek. A kalcium-hidrogén-karbonát is szerepet játszik a víz „keménységében”. A vízkő egy része is a kalcium-hidrogén-karbonát bomlásának köszönhető. Nátrium-karbonáttal reagál:
Ca(HCO3)2(aq) + Na2CO3(s) = CaCO3(s) + 2 NaHCO3(aq)

## Előállítása
Vizes oldata előállítható szénsav és kalcium-karbonát reakciójával.
H2CO3 + CaCO3 → Ca(HCO3)2

## Fordítás
Ez a szócikk részben vagy egészben  a   Calcium bicarbonate című angol Wikipédia-szócikk fordításán alapul.  Az eredeti cikk szerkesztőit annak laptörténete sorolja fel. Ez a jelzés csupán a megfogalmazás eredetét és a szerzői jogokat jelzi, nem szolgál a cikkben szereplő információk forrásmegjelöléseként.